# Fakulta zdravotnických studií Technické univerzity v Liberci
Fakulta zdravotnických studií TUL (FZS TUL) je nejmladší fakultou Technické univerzity v Liberci. Vznikla 1. srpna 2016 z Ústavu zdravotnických studií (ÚZS), který byl založen 1. prosince 2004. Jeho vznik vyplynul ze zájmu Technické univerzity v Liberci akreditovat tříletou prezenční formu bakalářského studijního programu Ošetřovatelství. 
Fakulta zdravotnických studií zajišťuje výuku ve studijních programech Ošetřovatelství, Biomedicínská technika, Zdravotnické záchranářství a Biomedicínské inženýrství. Od roku 2020 otevírá bakalářský studijní program Radiologická asistence.
Fakulta využívá k výuce a odborné přípravě studentů nejmodernější technické vybavení, jako je plně vybavený sanitní vůz, několik přístrojových pacientských simulátoru, virtuální pitevní stůl, plicní ventilátory i ultrazvukové přístroje a mnoho dalšího.
Součástí fakulty je též Muzeum ošetřovatelství a medicíny.

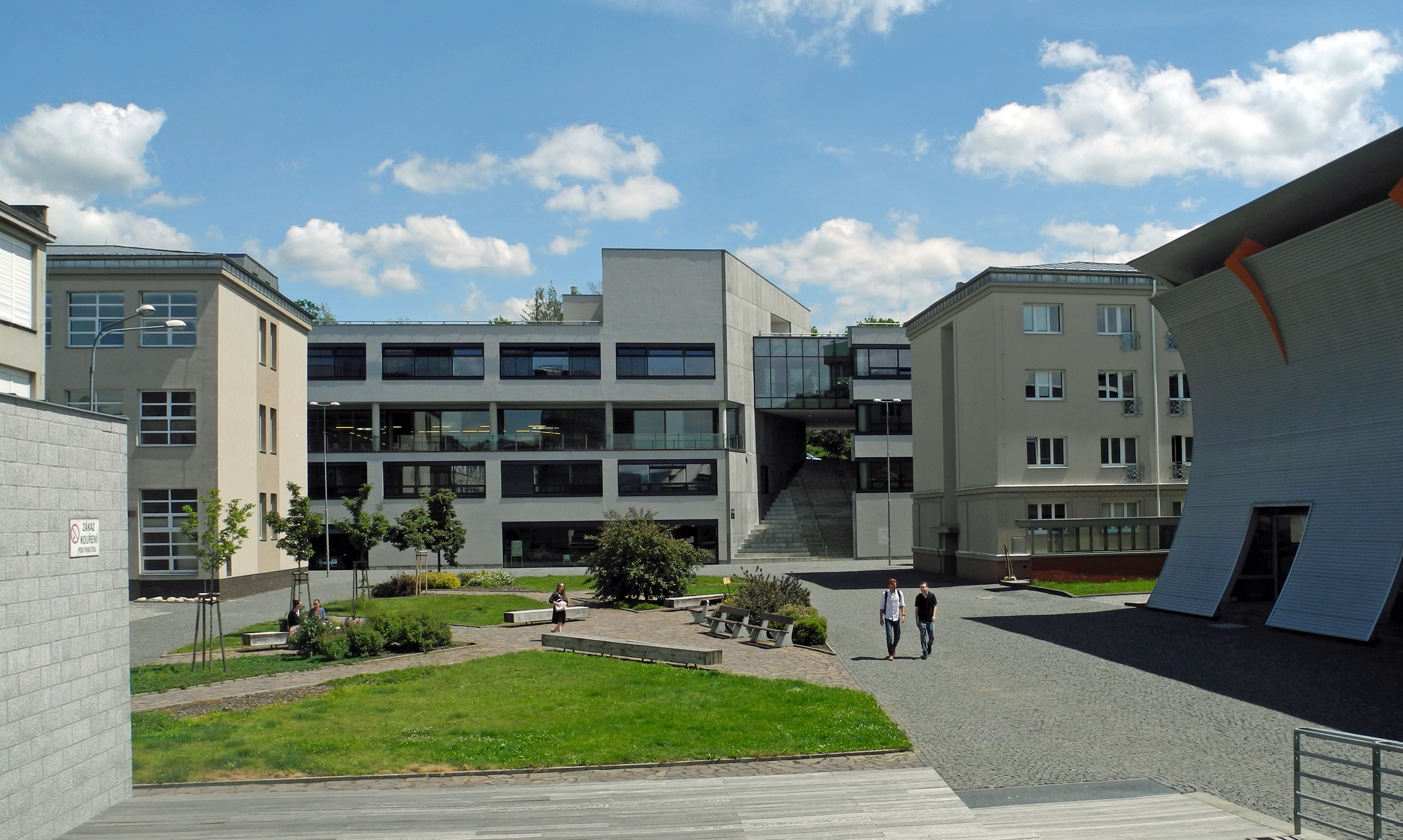
Kampus TUL

## Ocenění
Fakulta se umístila na 5. místě žebříčku FakultaRoku.cz v kategorii Zdravotnictví – veřejné a soukromé.

## Studijní programy

#### Bakalářské studijní programy
- Všeobecné ošetřovatelství
- Biomedicínská technika
- Zdravotnické záchranářství
- Radiologická asistence

#### Magisterské (navazující) studijní programy
- Biomedicínské inženýrství

## Ústavy a oddělení
- Ústav ošetřovatelství a neodkladné péče
- Ústav klinických oborů a biomedicíny
- Oddělení vědy a výzkumu
- Oddělení prevence a edukace
- Studijní oddělení

## Ředitelé ÚZS
- prof. MUDr. Miloš Hájek, DrSc. (2004–2010), pověřen vedením ústavu
- prof. MUDr. Jaromír Mysliveček, Ph.D. (2010–2012)
- Od 1. července 2012 byla rektorem Zdeňkem Kůsem pověřena vedením Mgr. Marie Froňková, ve funkci do července 2016.

## Děkani fakulty
- Od 1. srpna 2016 byla rektorem Zdeňkem Kůsem pověřena vedením Mgr. Marie Froňková, ve funkci do května 2017.
- prof. MUDr. Karel Cvachovec, CSc., MBA (2017–dosud)

## Externí odkazy

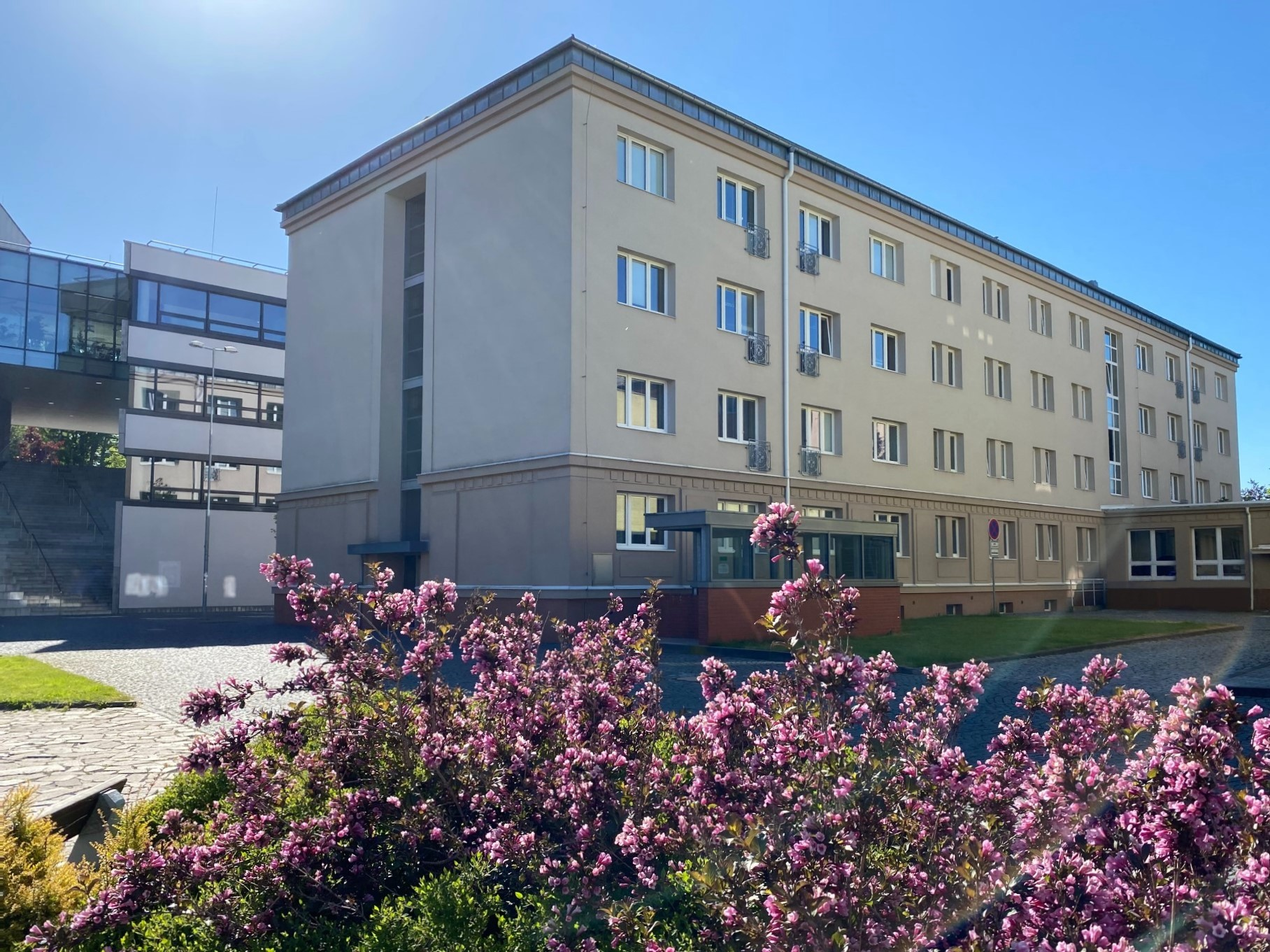
Fakulta zdravotnických studií, TUL